# Ausweiche

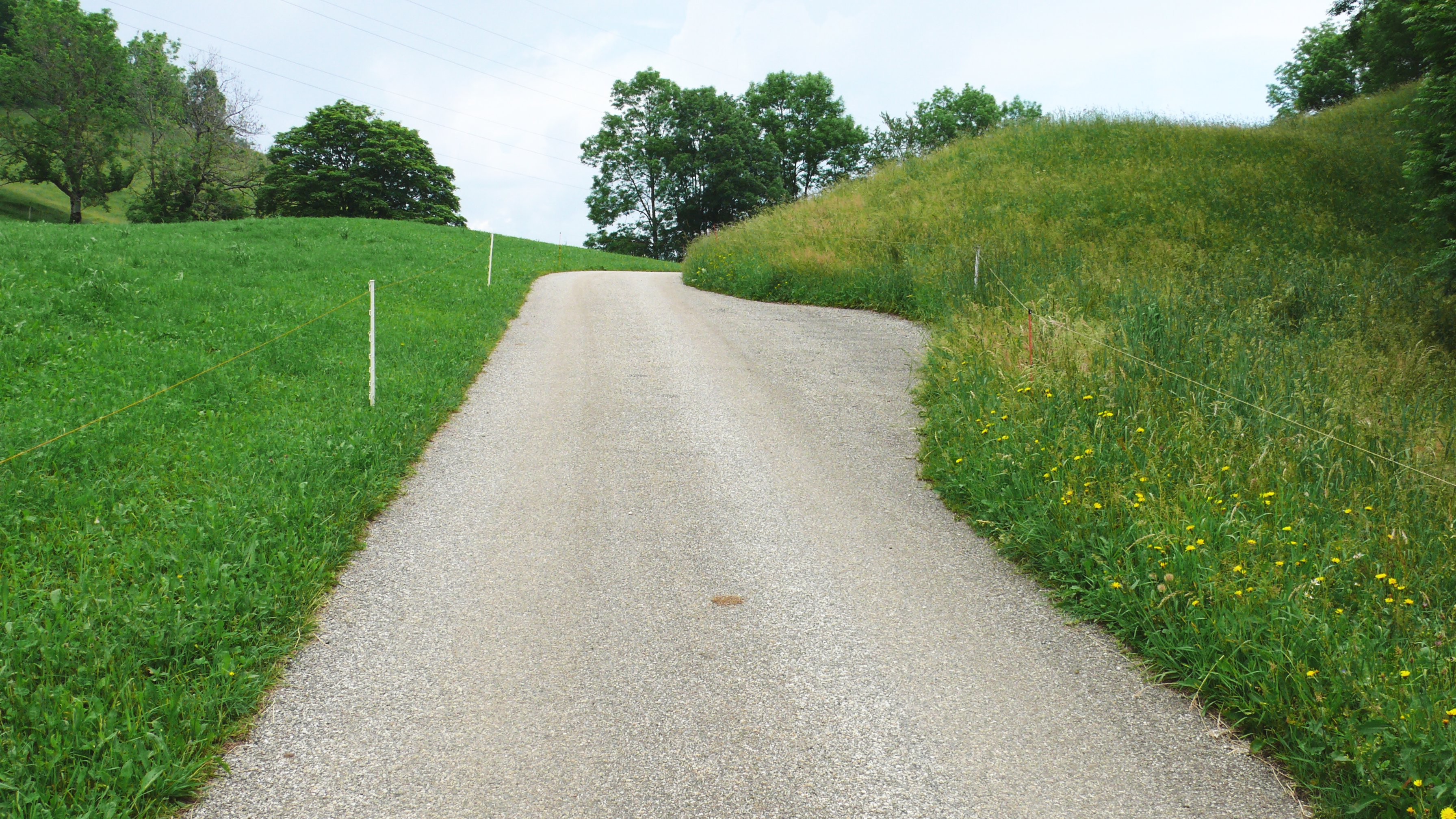
Ausweiche auf einem Feldweg

Als Ausweiche oder Ausweichstelle bezeichnet man eine zweispurige Stelle auf einer ansonsten einspurigen Verkehrsstrecke. Vor allem bei Straßen- und Kleinbahnen wird auch die Kurzform „Weiche“ verwendet.

## Straßen

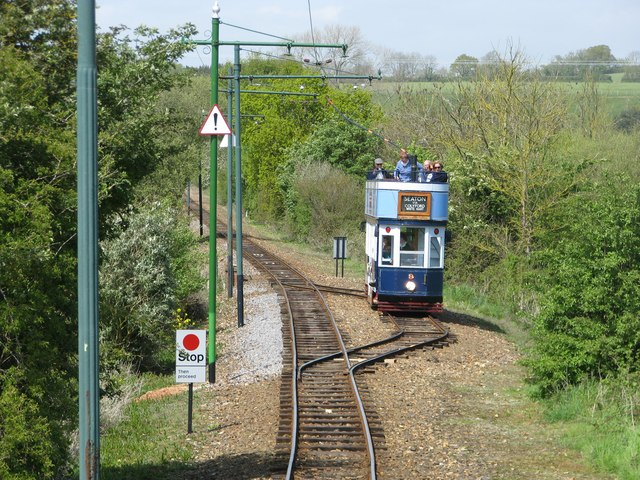
Ausweichstelle auf der eingleisigen Seaton Tramway (Vereinigtes Königreich)

Auf schmalen Straßen oder Fahrwegen dienen verbreiterte Stellen als Ausweichen, wo es das Gelände zulässt. Sie werden manchmal aber auch speziell für diesen Zweck angelegt.

## Bahnen

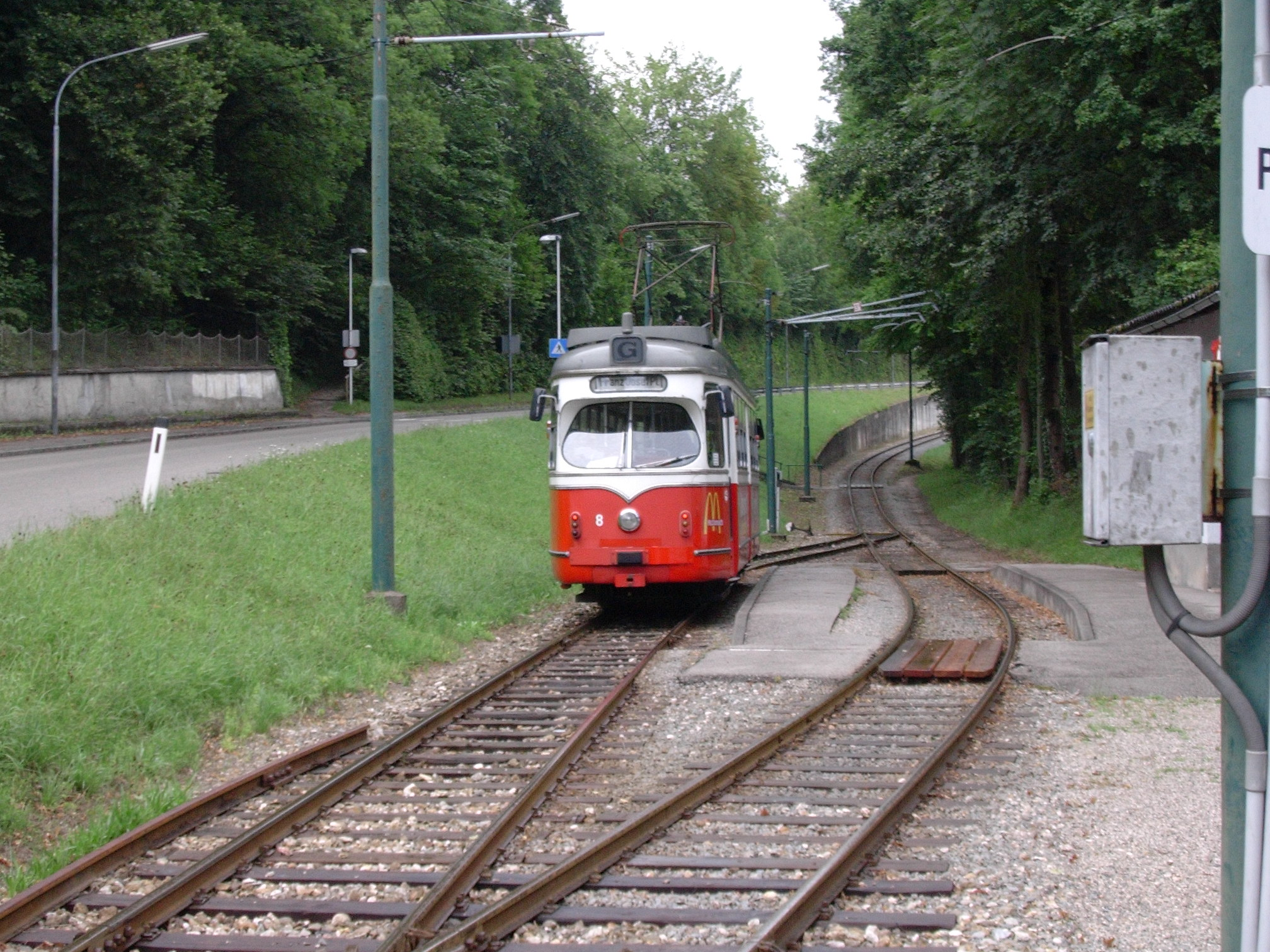
Ausweiche mit Haltestelle bei der Straßenbahn Gmunden, obwohl in Österreich Rechtsverkehr gilt, wird sie im Linksverkehr befahren

Auf eingleisigen Eisenbahnstrecken sind die Kreuzungs- und Ausweichstellen in Deutschland Bahnhöfe. Befinden sich in Bahnhöfen keine Zugangsstellen für Reisende, gibt es dort also keine Verkehrshalte, werden die betroffenen Betriebsstellen häufig als Kreuzungs- oder Betriebsbahnhöfe (Bbf) bezeichnet. Auch bei eingleisigen Straßenbahnstrecken versucht man, die Kreuzungsstellen mit Haltestellen zu verbinden. Sollen zwei Züge, die Reisende befördern, an einer Kreuzungsstelle ohne Reisendenzugang kreuzen, ist für mindestens einen von beiden ein Betriebshalt erforderlich.
Ein Ausweich- bzw. Kreuzungsgleis hat in der Regel zwei betriebliche Funktionen:
- es ermöglicht das Kreuzen von Zügen
- es ermöglicht die Überholung eines langsameren durch einen schnelleren Zug

Ausweichen werden – je nach örtlicher Situation – im Rechts- oder Linksverkehr befahren. Nicht immer korrespondiert die Fahrordnung im Bereich der Ausweiche dabei mit der generellen Fahrordnung im betreffenden Staat. Ein typischer Fall sind Kreuzungsstellen auf mit Einrichtungswagen befahrenen Straßenbahnstrecken, die damit mit einem gemeinsamen Inselbahnsteig versehen werden können. Wird in der jeweiligen Richtung immer das gleiche Gleis genutzt, so werden häufig Rückfallweichen eingesetzt, die im Regelbetrieb nicht von Hand umgestellt werden müssen.

### Sonderformen
- die Ausweichanschlussstelle ermöglicht es, eine Bedienungsfahrt zwischenzeitlich einzuschließen und das Streckengleis wieder freizugeben. Die für die Anschlussbedienung erforderliche Sperrzeit wird dadurch stark verringert.
- die Abtsche Weiche ist eine spezielle Konstruktion bei Standseilbahnen und kommt als Besonderheit ohne bewegliche Teile aus
- die Doppelspur-Insel stellt eine langgezogene Ausweiche in Form eines zweigleisigen Abschnittes einer sonst eingleisigen Strecke dar, der mehrere Kilometer lang sein kann und die Begegnung zweier Zugfahrten ohne Anhalten ermöglicht. Hierbei spricht man auch von einer fliegenden Kreuzung. Üblicherweise sind derartige Anlagen keine Bahnhöfe, die beiden den zweigleisigen Abschnitt begrenzenden Betriebsstellen stellen, wenn sie keine zusätzlichen Funktionen erfüllen, Überleitstellen dar.
- die Umsetzendstelle findet sich an Endpunkten von Straßenbahnlinien und wird auch zur Begegnung zweier Züge genutzt. Hierbei kann der eintreffende Zug erst mit dem Rangiervorgang beginnen, wenn der noch in der Endstelle befindliche Zug abgefahren ist.
- beim sogenannten Folgezugbetrieb fahren in einer Richtung zwei oder mehr Züge kurz hintereinander im Sichtabstand durch die Kreuzungsstelle. Ein in Gegenrichtung verkehrender Zug bleibt dabei so lange stehen, bis die entgegenkommenden Züge gekreuzt haben.

## Wasserwege

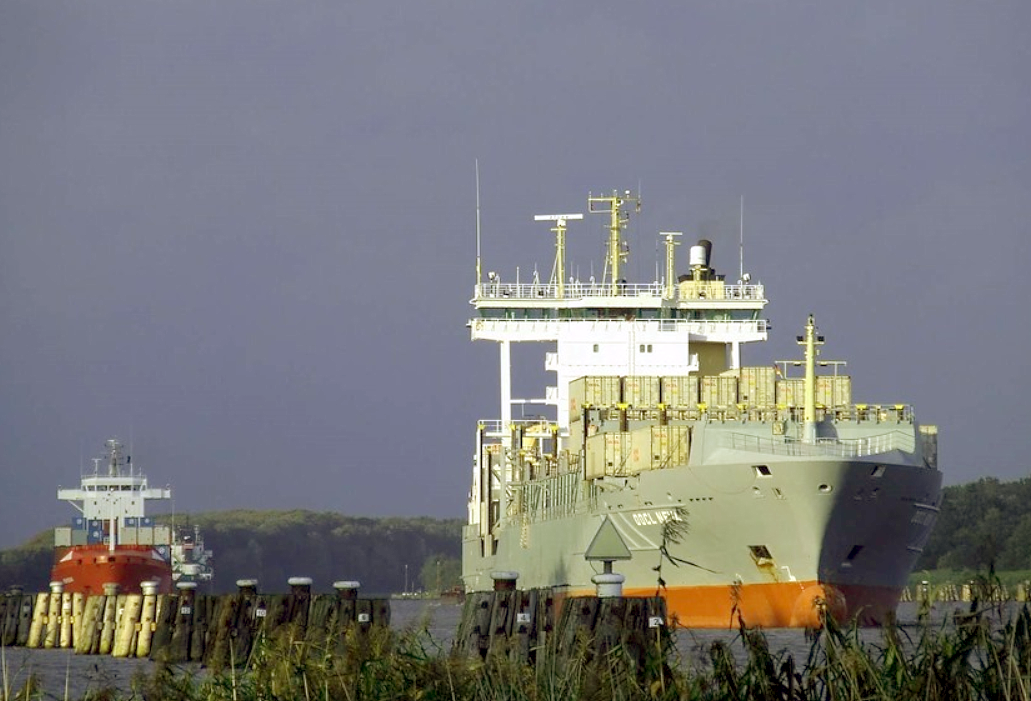
Feederschiffe im Nord-Ostsee-Kanal in einer Ausweichstelle auf Warteposition

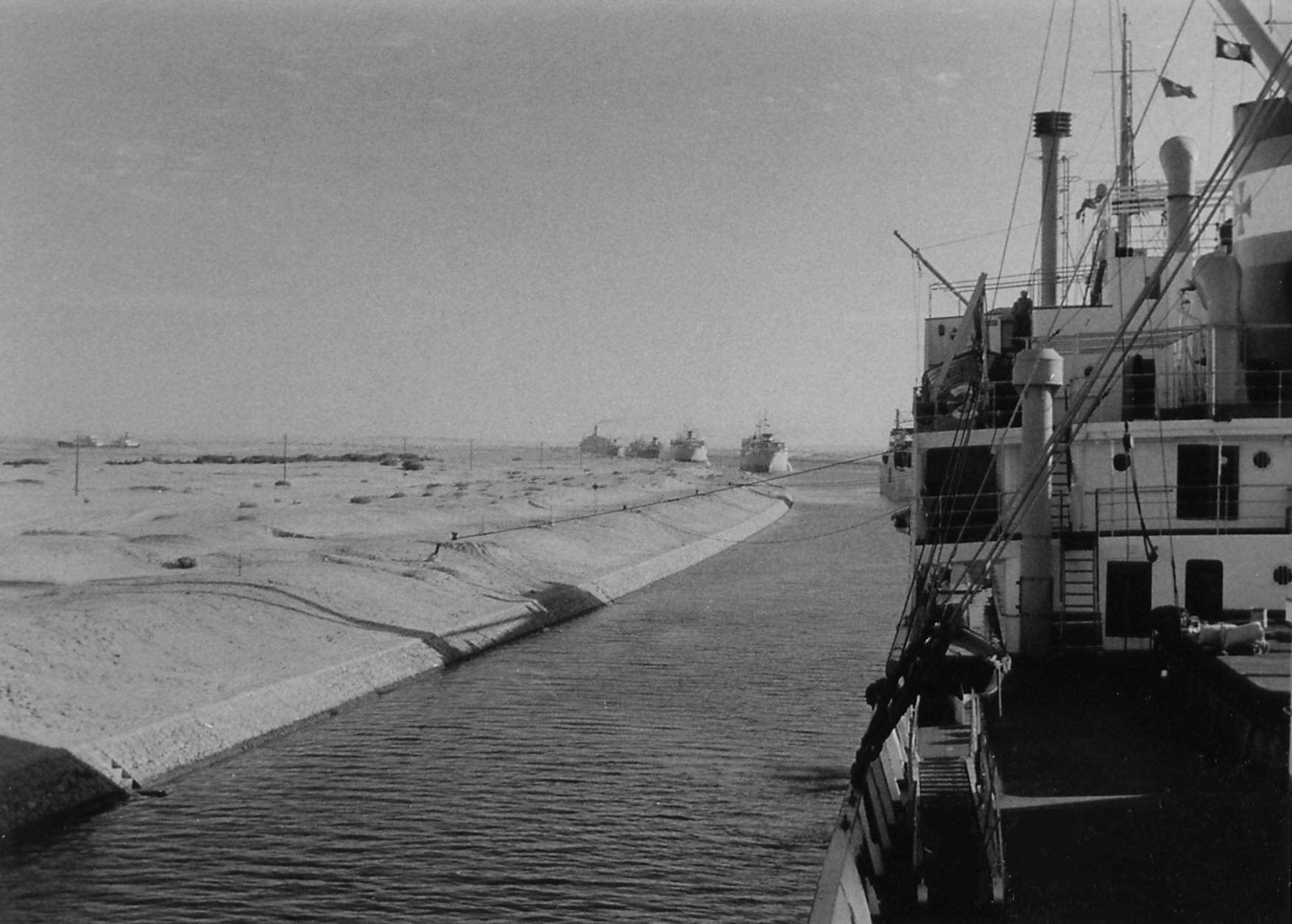
Schiffsweiche im Zuge des Suezkanals, 1957

Ausweichstellen auf Wasserstraßen gibt es dort, wo das Fahrwasser bzw. die Fahrrinne zu schmal oder nicht tief genug ist, dass sich zwei Schiffe auf Gegenkurs nicht gefahrlos passieren können. Das Fahrwasser kann sich in einem Fluss, einem Kanal oder in Ausnahmefällen in einer natürlichen Meerenge befinden. Ausweichstellen werden als Fahrwasser-Verbreiterung bzw. -Vertiefung angelegt, in denen je nach Länge ein oder mehrere Schiffe „parken“ können. Zum Beispiel befinden sich im Nord-Ostsee-Kanal mehrere Ausweichen.
Darüber hinaus existieren auch Wasserstraßen, bei denen es gesonderte Umgehungsfahrrinnen respektive Schiffsweichen gibt, in denen eine größere Anzahl von Schiffen – das heißt ein Konvoi – „parken“ kann, während der Gegenverkehr an anderer Stelle passiert.